# Schlachthaus Meidling

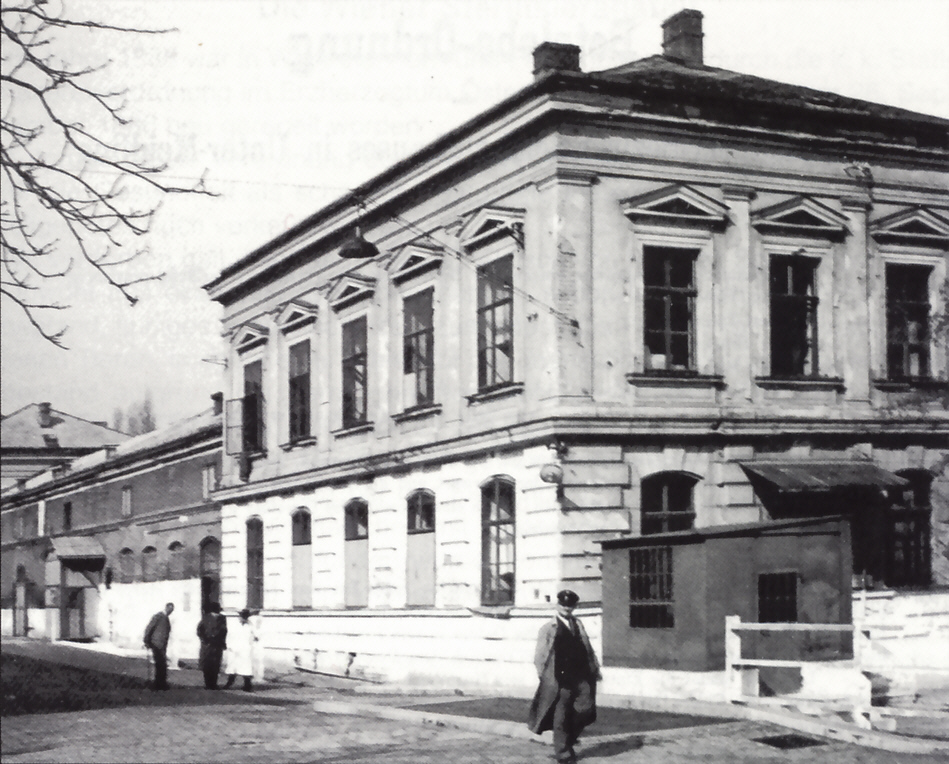
Schlachthaus Meidling, Hofansicht (um 1900)

Das Schlachthaus Meidling bestand zwischen 1888 und 1953 und befand sich auf einem von Spittelbreitengasse, Ruckergasse, Hohenbergstraße (hier um 1900 angelegt) und Aichholzgasse umgebenen Areal im 1892 eingemeindeten 12. Wiener Gemeindebezirk, Meidling.

## Geschichte
Nach Einführung eines allgemeinen Schlachthauszwanges für Großhornvieh auch für die Wiener Vorortgemeinden ging man daran ein Schlachthaus im Bereich der Gemeinde Unter-Meidling zu errichten. Bis dahin mussten die Fleischhauer entweder in Wien schlachten lassen oder sie schlachteten selbst in privaten Räumen, die nur mangelhaft einer hygienischen Kontrolle unterzogen werden konnten. Vor der Fertigstellung des Meidlinger Schlachthauses wurde den Fleischhauern aus Meidling die Benützung des Schlachthauses Gumpendorf zugesichert.
Das im Gerichtsbezirk Sechshaus gelegene Schlachthaus Meidling wurde am 2. September 1888 eröffnet. Neunzehn Gemeinden durften und mussten dieses neue Schlachthaus benützen, und zwar Fünfhaus, Gaudenzdorf, Obermeidling, Untermeidling, Rudolfsheim, Sechshaus, Altmannsdorf, Baumgarten, Breitensee, Hacking, Hetzendorf, Hietzing, Hütteldorf, Inzersdorf, Lainz, Penzing, Speising, Ober Sankt Veit und Unter Sankt Veit. Die zu schlachtenden Rinder wurden vom Wiener Zentralviehmarkt in Sankt Marx außerhalb der Linie im Bereich der heutigen Gudrunstraße, des Margaretengürtels und der Marx-Meidlinger Straße bis 1910 herangetrieben, danach war der öffentliche Viehtrieb innerhalb Wiens verboten und die Tiere mussten in geschlossenen Wagen transportiert werden.

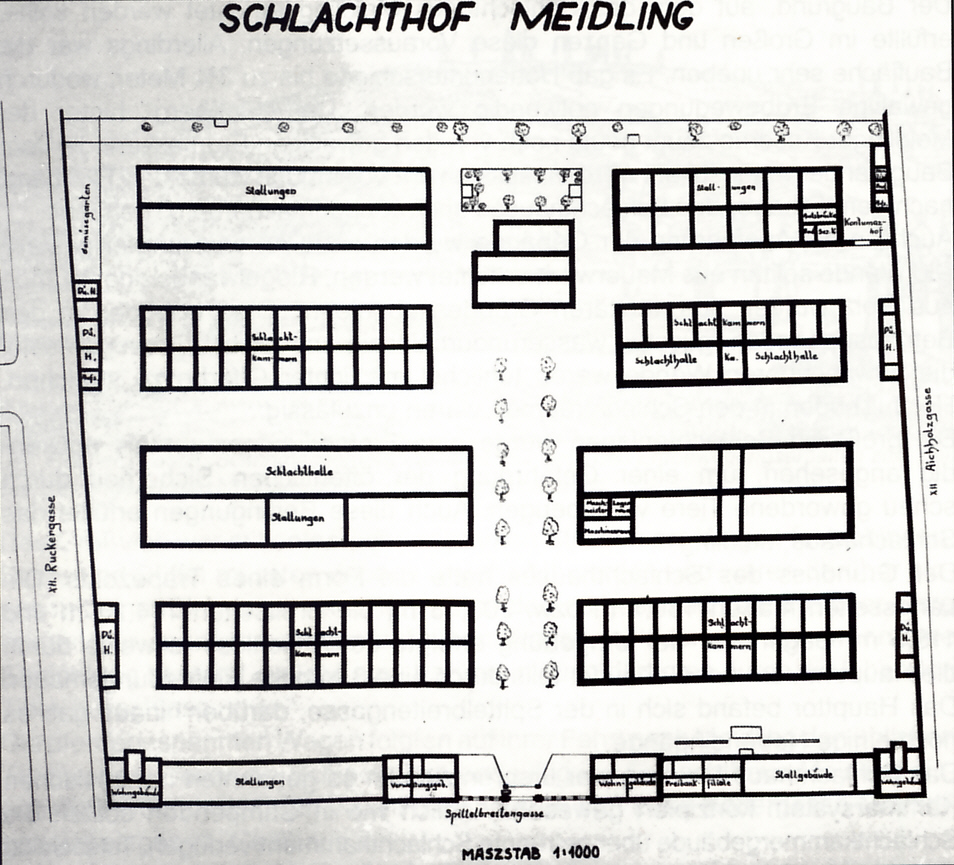
Grundriss des Schlachthauses Meidling, um 1890

Für den Bau des Schlachthauses, das sich auf steilem Gelände befand, mussten größere Mengen Erde ausgehoben werden, die weiter oben zum Flohberg aufgehäuft wurden. Der Flohberg befindet sich zwischen der Südbahn und der Edelsinnstraße auf Höhe der Meidlinger Trainkaserne. Das Schlachthofgelände war trapezförmig und maß an den Längsseiten ungefähr 200 Meter, an den Breitseiten 115 und 145 Meter. Der Haupteingang war in der Spittelbreitengasse, das Gelände durch eine 3 Meter hohe Mauer umschlossen. Im Schlachthof befanden sich 10 Gebäude, die Stallungen, Schlachthallen, Schlachtkammern sowie Verwaltungs- und Wohngebäude umfassten. Es war bereits überall elektrisches Licht und fließendes Wasser eingeleitet. In den ersten Jahren bis 1900 wurden durchschnittlich 65.000 Schlachtungen pro Jahr vorgenommen, vornehmlich Rinder, in geringem Umfang auch Kälber, Schafe, Ziegen, Lämmer und Kitze. Ab 1897 wurden hier auch in provisorisch dafür eingerichteten Räumen Schweine gestochen, allerdings nur bis zur Fertigstellung des Schweineschlachthauses in Sankt Marx im Jahre 1910. Wurden zunächst noch 12.000 Schweineschlachtungen in Meidling vorgenommen, sank diese Zahl bis zuletzt auf 7000.
Ab 1899 befand sich im Meidlinger Schlachthaus eine Sterilisierungsanstalt für minderwertiges und schwachfinniges Fleisch, das auf diese Weise gesundheitlich unbedenklich gemacht und billig verkauft werden konnte. 1910 wurde sie ebenfalls wegen des Neubaues in Sankt Marx geschlossen.
Während des Ersten Weltkrieges sanken die Schlachtzahlen kontinuierlich bis auf 29.000 ab. Ein Großteil der Schlachtrinder stammte aus Ungarn und dem Osten der Monarchie, wo nun gekämpft wurde. Nach dem Zusammenbruch der Monarchie und dem Wegfall der Länder, die bisher Rinder nach Wien geliefert hatten, kam es 1919 zu einer ausgesprochenen Rindfleischverknappung. Rindfleisch musste rationiert werden und jeder erhielt nur mehr 10 dag Rindfleisch pro Woche. Aus Rationalitätsgründen wurde 1915 bereits das Schlachthaus Nussdorf, 1920 jenes in Hernals geschlossen. Meidling erhielt ab 1918 die Möglichkeit, auch Pferde zu schlachten. Wurden zunächst 20.000 Pferde geschlachtet, sank die Zahl im Jahr darauf aber auf 3.400. So wurden Räumlichkeiten, die nicht gebraucht wurden, als Lagerräume vermietet bzw. sozialen Hilfsorganisationen überlassen.

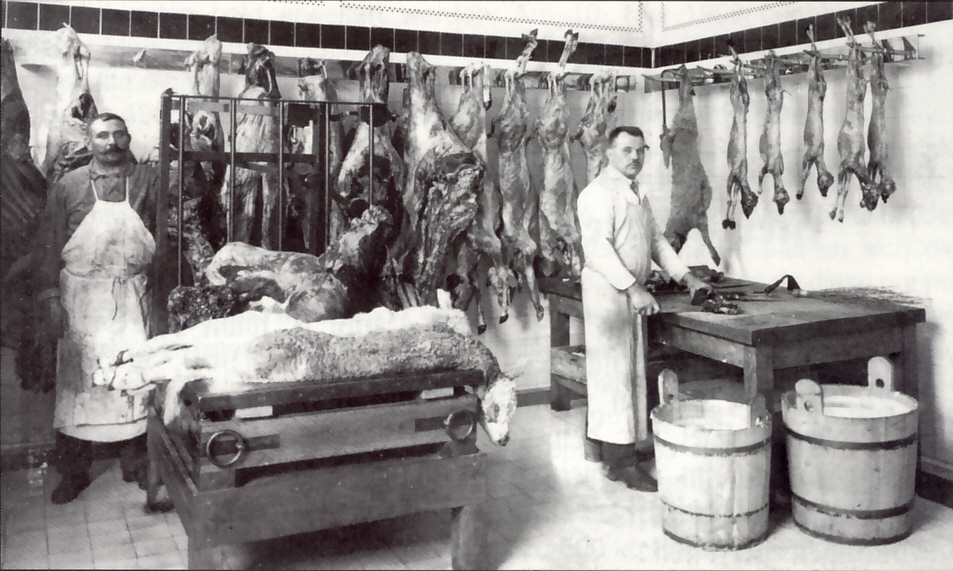
Übernahmeraum der Freibankverkaufsstelle, 1926

1926 wurde im Schlachthof Meidling wiederum eine Freibankverkaufsstelle eröffnet, die den zahlreichen armen Bevölkerungsschichten den Erwerb billigen Fleisches ermöglichte. Hier wurden vor allem minderwertige Fleischsorten verkauft, die aber hygienisch einwandfrei waren. Um Missbrauch zu verhindern, durfte man pro Person nur 3 Kilogramm solchen billigen Fleisches am Tage erwerben. Bedeutung für Meidling erlangte in den 1920er Jahren auch die Pferdefleisch-Überbeschau, die hier vorgenommen wurde. 1933 waren nur mehr 2 Schlachthallen in Meidling im Betrieb, in denen täglich 85 Rinder geschlachtet wurden.
Die drohende Auflassung des Schlachthauses Meidling wurde zunächst durch den Anschluss Österreichs an das Deutsche Reich 1938 verhindert. Es wurde die Deutsche Schlachtviehmarktordnung eingeführt und Meidling wurde ab 1939 zur kommunalen Pferdeschlachtstätte. Gleichzeitig gelangten auch größere Mengen ausländischen Pferdefleisches nach Wien, die einer genauen tierärztlichen Prüfung unterzogen wurden. War Meidling in den ersten Kriegsjahren ein durchaus kriegswirtschaftlich wichtiger Betrieb, sank seine Bedeutung im Verlaufe des Krieges immer mehr. Pferde wurden verstärkt von der Wehrmacht gebraucht und zahlreiche Gauleiter verweigerten entgegen den gesetzlichen Bestimmungen die Ausfuhr von Pferden aus ihren Verwaltungsgebieten, so dass immer weniger Pferde nach Meidling gelangten. 1945 wurde der Schlachthof durch amerikanische Bombenangriffe schwer beschädigt und stellte seinen Betrieb ein.
Die englischen Besatzungstruppen benützten nach dem Kriege die Gebäude als Lagerräume. Da es vermehrt zu illegalen Hausschlachtungen kam, wurde 1949 mit den Reparaturarbeiten für das Schlachthaus Meidling begonnen, so dass dieses 1950 wieder als Pferdeschlachthof zur Verfügung stand. Auch der Pferdemarkt wurde hier abgehalten. Während noch weitere Renovierungsarbeiten im Gange waren, kam 1951 der Beschluss für den Abbruch des Schlachthauses. Mit 31. Dezember 1951 wurde der Schlachthausbetrieb eingestellt. Der Abbruch der Gebäude erfolgte 1953. An ihrer Stelle wurde 1953–1956 eine städtische Wohnhausanlage errichtet, in deren Grünbereich 1963 eine Kunststeinplastik von Gabriele Waldert aufgestellt wurde. Diese Plastik Hirte mit Kalb erinnert heute noch an das einstige Schlachthaus Meidling.